# Harrison Houde
Harrison Houde (Isla de Vancouver, 26 de marzo de 1996) es un actor, productor, director y youtuber canadiense. Es conocido por su primer papel actoral como Darren Walsh en la película estadounidense de 2010 Diary of a Wimpy Kid y por su papel como 'Bowie' en la comedia Some Assembly Required. También ha compuesto partituras originales, que se han emitido en televisión a nivel internacional, y es productor de música de onda sintetizada bajo el alias "Tokyo Rat".

## Carrera
Consiguió su primer papel en Diary of a Wimpy Kid en el 2010.
Fue nominado y ganó un premio Joey por su trabajo en Some Assembly Required el 16 de noviembre de 2014, en la categoría «Mejor actor joven de 10 a 19 años o menos en una serie de televisión Comedia / Papel principal de acción». En 2015, Harrison fue nombrada una de las jóvenes estrellas emergentes de The Hollywood Reporter' para seguir desde Canadá. El programa de televisión Finding Stuff Out, presentado por el Sr. Houde, obtuvo el Canadian Screen Award en 2016 al Mejor programa o serie de no ficción para niños o jóvenes.
A principios de 2010, Houde comenzó a presentar un programa de televisión llamado Finding Stuff Out, producido por Apartment 11 Productions.
El 6 de enero de 2014, se unió al elenco de la comedia de situación canadiense Some Assembly Required, que se estrenó en YTV y está en Netflix en todo el mundo.
El primer cortometraje de Houde I Dare You hizo su debut en el festival de Canne de 2016 con el programa Not Short on Talent de Telefilm Canada.
En 2017, Houde apareció en un episodio de Rogue.
En el 2018, apareció en un episodio de iZombie, The Hollow y en la película Verano del 84.

## Filmografía

### Película
| Año  | Título                                     | Papel        | Notas                  |
| ---- | ------------------------------------------ | ------------ | ---------------------- |
| 2010 | Diary of a Wimpy Kid                       | Darren Walsh |                        |
| 2011 | A Fairly Odd Movie: Grow Up, Timmy Turner! | Hall Monitor | Película de televisión |
| 2014 | Noah 2: Go Forth and Multiply              | Japheth      | Cortometraje           |
| 2014 | Pants on Fire                              | Kyle         | Película de televisión |
| 2016 | I Dare You                                 | Tyler        | Cortometraje           |
| 2017 | The Samaritan                              | Max          | Cortometraje           |
| 2018 | Verano del 84                              | Bobby Coker  |                        |
| 2018 | Vinny's Girl                               | Hugo         | Cortometraje           |
| 2019 | Buttonwillow                               | Cfred        | Cortometraje           |
| 2022 | Girl Gone Bad                              | Blair        |                        |
| 2022 | Cafe Racer                                 | Harlow       |                        |

### Televisión
| Año       | Título                     | Papel                     | Notas                             |
| --------- | -------------------------- | ------------------------- | --------------------------------- |
| 2010      | Untold Stories of the E.R. | Alex                      | Episodio: "Heart in Hand"         |
| 2012–2014 | Finding Stuff Out          | Harrison                  | Reparto principal                 |
| 2013–2014 | Spooksville                | Stanley 'Scaredy' Katzman | 3 episodios                       |
| 2014–2016 | Some Assembly Required     | Bowie Sherman             | Reparto principal                 |
| 2016      | The Bowie Showie           | Bowie (as himself)        | Miniserie de televisión           |
| 2017      | Rogue                      | Bobby                     | Episodio: "How The Light Gets In" |
| 2018      | iZombie                    | Caddy                     | Episodio: "Blue Bloody"           |
| 2018      | The Hollow                 | Kai                       | Episodio: "Colrath"               |
| 2018      | Dumpcake Comedy            | Brandon                   | Episodio: "Work Crush"            |
| 2019      | Bazerk!                    |                           | Episodio: "Love & Pizza"          |
| 2021      | Stories of Kindness        |                           | Episodio: "Breaking All Odds"     |